# Javier Gómez (aktor)
Javier Gómez, właściwie Javier Alejandro Gómez Morteo (ur. 2 października 1956 w Buenos Aires) – argentyński aktor telewizyjny i instruktor aerobiku, znany m.in. z roli w kolumbijskiej telenoweli Kobieta w lustrze, w której zagrał Gabriela Mutti.

## Kariera
Występował na scenie St’ Brendan’s Theatre Group (1970-75). W latach 1975–1982 studiował na wydziale inżynierii lądowej i wodnej na Uniwersytecie w Buenos Aires (Universidad de Buenos Aires). W latach 1984–1985 uczęszczał na kierunek instruktora aerobiku na UCLA w Los Angeles. W latach 1985–1988 uczył się aktorstwa w Conservatorio Nacional de Actuación w Buenos Aires.
Brał także udział w kursach teatralnych: “El Actor ante la Cámara” w Teatro San Martín (1988-92), “Interpretación de Libretos” Asoc. Arg. de Actores, “Utilización del Espacio Escénico” Teatro San Martín, “Curso de Perfeccionamiento Actoral” Alejandra Boero, “Taller de Perfeccionamiento Actoral” pod kierunkiem profesora Sergio Jiméneza w Meksyku (1993-94), “Taller Actoral” pod kierunkiem profesora Césara Castro w Meksyku (1995-96) i “Actuación en el Cine” CUEC Maríi Novaro i Francisco Franco w Meksyku.
Włada językiem angielskim (100%), francuskim (80%), portugalskim (70%) i włoskim (60%).

## Filmografia

### Telenowele
- 1993: Valentina jako Willy
- 1994: Prisionera de amor jako Humberto
- 1994: Caminos cruzados jako Mario
- 1995: Maria z przedmieścia (María la del Barrio) jako Rosales
- 1996: Canción de amor jako Rodrigo Pinel
- 1996: Te dejaré de amar jako Sebastián Larios
- 1997: Señora jako Eduardo
- 1997: Rivales por accidente jako Luciano
- 1998: Królowa serc (Reina de corazones) jako Germán Andueza
- 1999: Marido y mujer jako Javier Zanetti
- 2001: Pedro el Escamoso jako César Luis Freydell
- 2000: Golpe bajo jako Rodrigo Prado
- 2002: Vale todo jako Marco Aurelio
- 2003-2004: El auténtico Rodrigo Leal jako George Quintana
- 2004-2005: Kobieta w lustrze (La mujer en el espejo) jako Gabriel Mutti
- 2005: Reinas
- 2006: Alma pirata jako Omar
- 2006: Así es La Diva
- 2006: Madre Juna
- 2007: Duas caras Dr Hildalgo
- 2007: Bezwstydnice (Sin vergüenza) jako Raimundo Montes

### Filmy TV
- 2000: Secretarias Privadísimas
- 2003: Todo contigo jako Manuel

### Filmy fabularne
- 1994: La Sexualidad en Breves Lecciones
- 1995: El Crimen Perfecto
- 1997: Educación sexual en breves lecciones
- 2000: Cuando calienta el sol